# Подсветка синтаксиса
```
#include
 
<stdio.h>

#define MAX 10

// комментарий

int
 
main
(
void
)

{

  
for
 
(
int
 
i
 
=
 
0
;
 
i
 
<
 
MAX
;
 
i
++
)

  
{

    
printf
(
"%d
\n
"
,
 
i
);

  
}

  
return
 
0
;

}

```

Подсве́тка си́нтаксиса — выделение синтаксических конструкций текста с использованием различных цветов, шрифтов и начертаний.
Обычно применяется для облегчения чтения исходного текста компьютерных программ, улучшения визуального восприятия. Подсветка синтаксиса — важная функция текстовых редакторов, сред разработки, отладчиков и других инструментов разработки программного обеспечения. Подсветка синтаксиса также применяется при публикации исходных кодов в интернете и на бумажных носителях.

## Принцип
При подсветке синтаксиса в исходном тексте языков программирования выделяются:
- конструкции языка;
- комментарии
- числовые и строковые данные

Более продвинутые системы подсветки синтаксиса также выделяют:
- переменные
- скобки
- стандартные функции языка

Многие текстовые редакторы и среды разработки имеют также функцию подсветки парных скобок под курсором: при приближении текстового курсора к скобке выделяется как скобка, возле которой находится курсор, так и парная ей.
Подсветка синтаксиса кроме удобства чтения позволяет избегать также синтаксических ошибок: неправильного написания конструкций языка, незакрытых кавычек и т. д. Может присутствовать также подсветка заведомо некорректного кода: например, непарных скобок, или недопустимых символов вне строковых данных в кавычках.

## История
Live Parsing Editor (LEXX или LPEX) на VM, написанный для оцифровки Оксфордского словаря в 1985 году, был одним из первых редакторов с подсветкой синтаксиса.

## Примеры
Ниже сравниваются сниппеты кода Си:
| обычное отображение                                                                                        | с подсветкой синтаксиса                                                                                    |
| --- | --- |
| /* Hello World */ #include <stdlib.h> #include <stdio.h> int main() { printf("Hello World\n"); return 0; } | /* Hello World */ #include <stdlib.h> #include <stdio.h> int main() { printf("Hello World\n"); return 0; } |

А вот — другой пример синтаксической подсветки: уже в коде C++:
```
// Create "window_count" Window objects:

const
 
auto
 
window_count
 
=
 
int
{
10
};

auto
 
windows
 
=
 
std
::
array
<
std
::
shared_ptr
<
Window
>
,
 
max_window_count
>
{};

for
 
(
auto
 
i
 
=
 
int
{
0
};
 
i
 
<
 
window_count
;
 
++
i
)
 
{

    
windows
[
i
]
 
=
 
std
::
make_shared
<
Window
>
();

}

```

В этом примере редактор распознаёт ключевые слова auto, const, int и for; комментарии в начале также выделены особым образом для отличия от действующего кода.